# Devil May Cry 3: Dante’s Awakening
Devil May Cry 3: Dante’s Awakening – komputerowa gra akcji, wyprodukowana i wydana przez Capcom, trzecia część serii. Prequel części pierwszej.
Innowacją jest możliwość wyboru stylu walki. W wersji specjalnej możliwe jest rozegranie misji jako Vergill, który wyposażony jest we własną broń, kombinacje oraz styl walki.